# 岩美町営バス

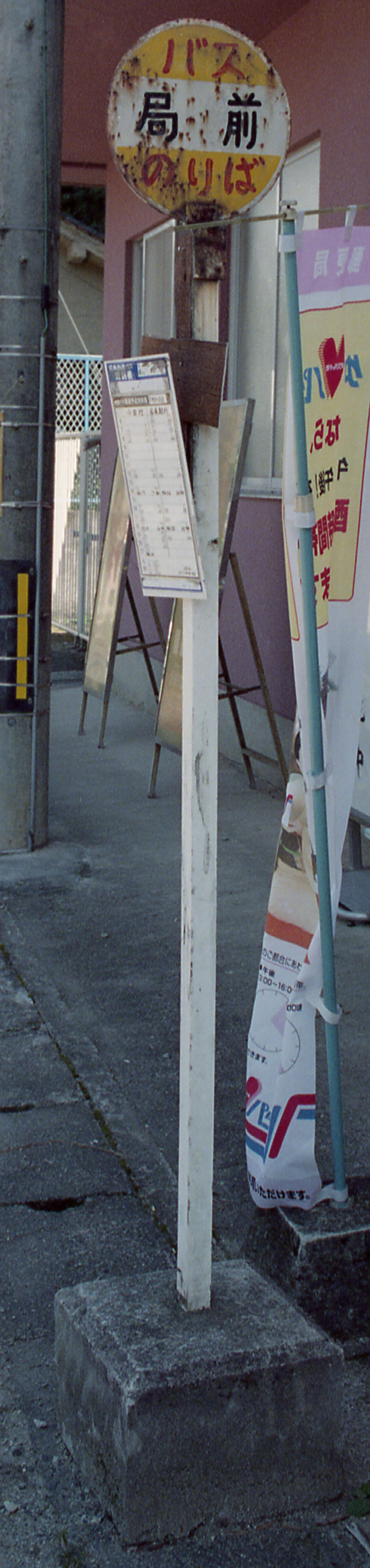
町営バスのバス停（1999年10月）

岩美町営バス（いわみちょうえいバス）は、鳥取県岩美郡岩美町で運行するコミュニティバスである。運行は日本交通（タクシー部門）に委託している。（なお、岩美町内の小中学校のスクールバスや岩美町所有の自家用バスの運行業務も日本交通（タクシー部門）に委託している。）

## 歴史
- 1978年 運行開始。前日まで運行していた日ノ丸バスの路線を引き継ぐ。
- 2001年4月1日 日本交通から岩美駅 - 浦富海岸 - 田後線、岩美駅 - 本庄 - 大岩駅線を譲り受ける。
- 2006年3月18日 岩美駅 - 本庄 - 大岩駅線を廃止。
- 2006年10月1日 小型バス（日野・リエッセ）2台を導入。この2台は日本宝くじ協会からの助成金で寄贈された宝くじ号である。
- 2011年3月12日 岩美駅 - 田後線と岩美駅 - 羽尾 - 陸上線を岩美駅 - 田後 - 羽尾 - 陸上線に統合。サンマート岩美店・トスクいわみ店への乗り入れを開始。

## 営業所（車庫）の所在地
- 日本交通（タクシー部門）ハイヤー岩美営業所
  - 鳥取県岩美郡岩美町浦富1031-4

## 路線
- 岩美駅 - （サンマート岩美店） - すこやかセンター（岩美病院） - （トスクいわみ店） - 院内 - （荒金） - 小田
- 岩美駅 - （トスクいわみ店） - すこやかセンター（岩美病院） - （サンマート岩美店） - 浦富海岸 - 田後 - 浦富海岸 - 羽尾 - 東浜駅 - 陸上

## 車両
- 以前は三菱車（三菱ふそう・エアロミディMK）が主に使用されてきたが、日野・リエッセなど三菱車以外も使用されるようになってきている。

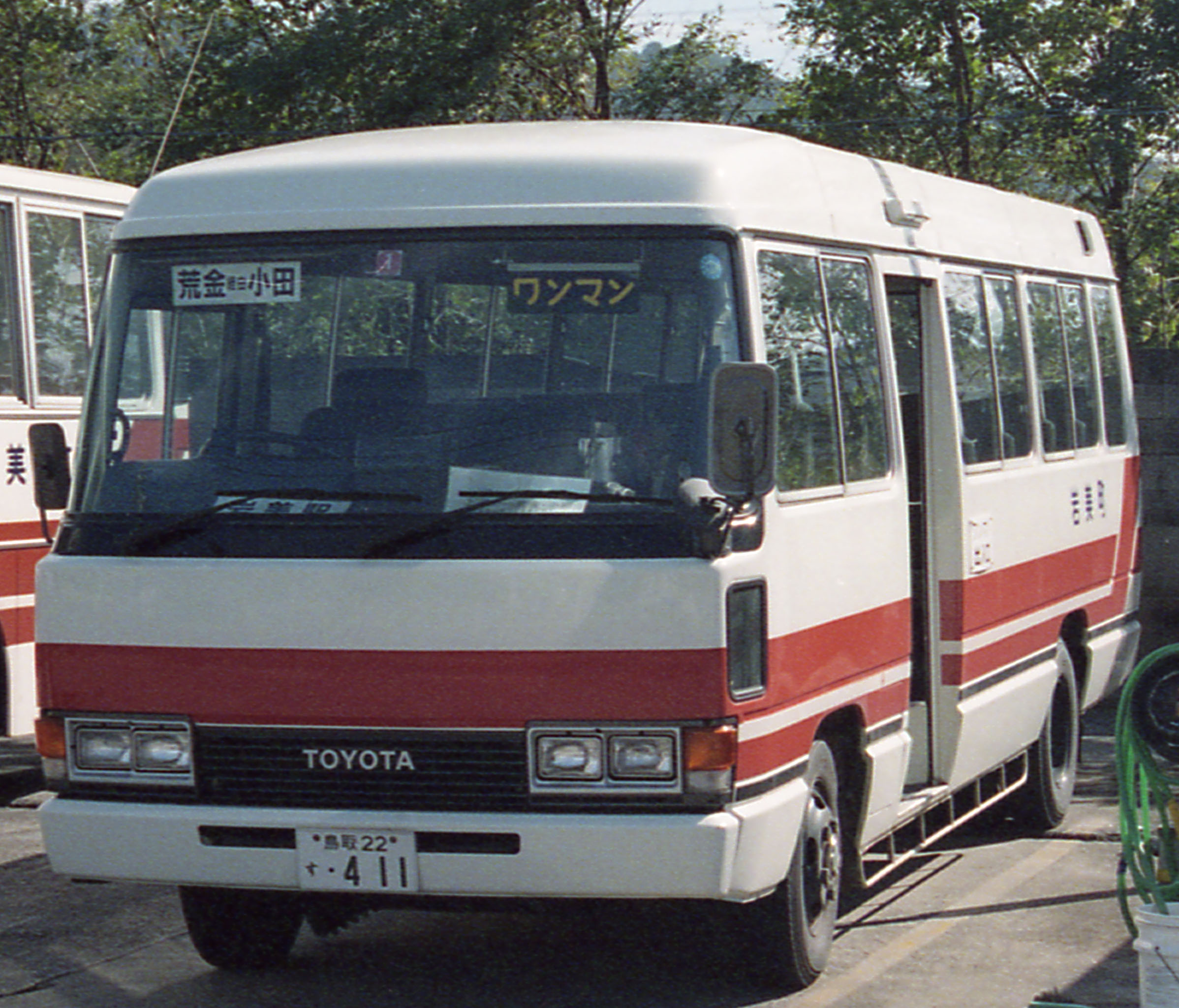
トヨタ車（1999年10月）
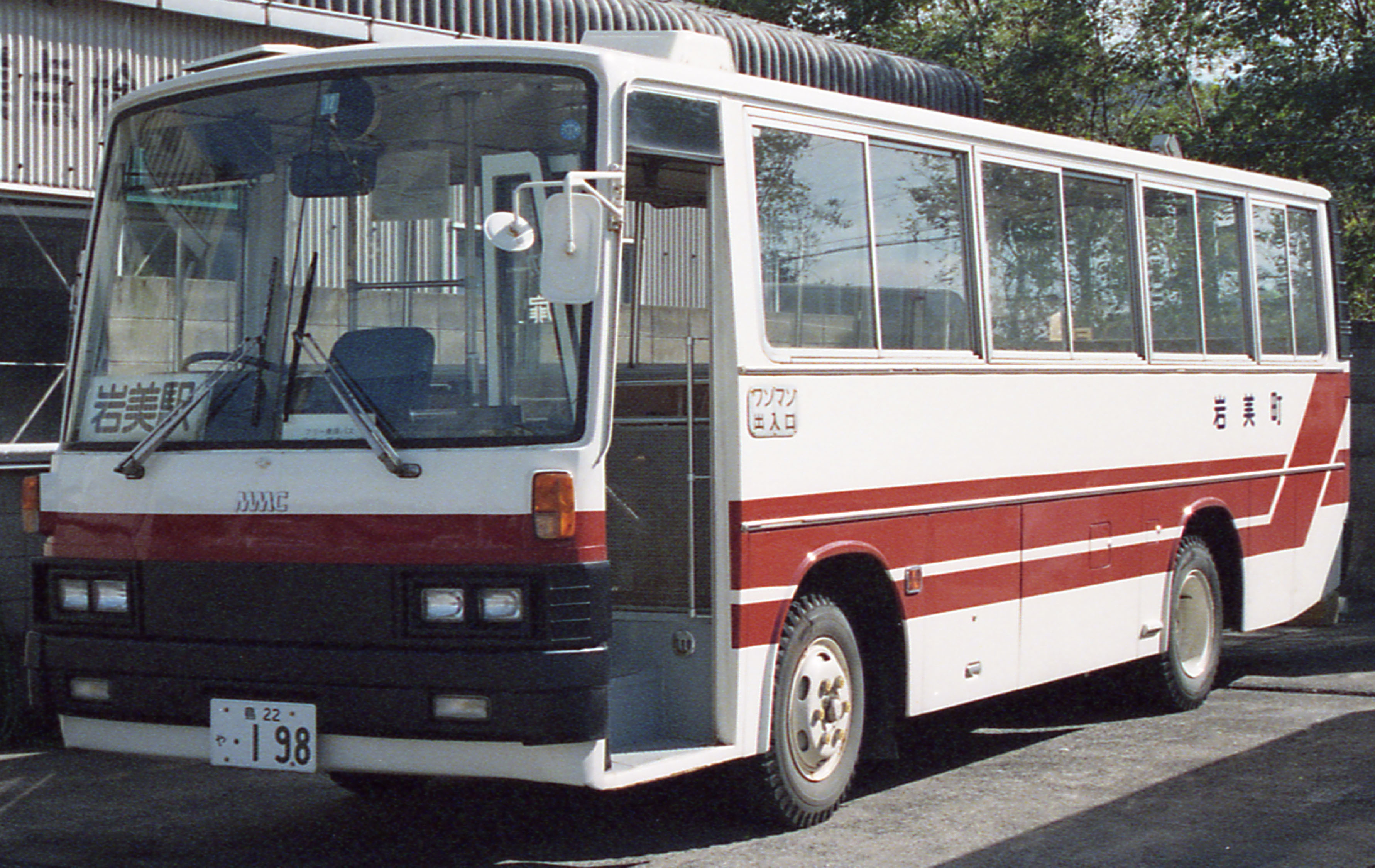
三菱車（1999年10月）
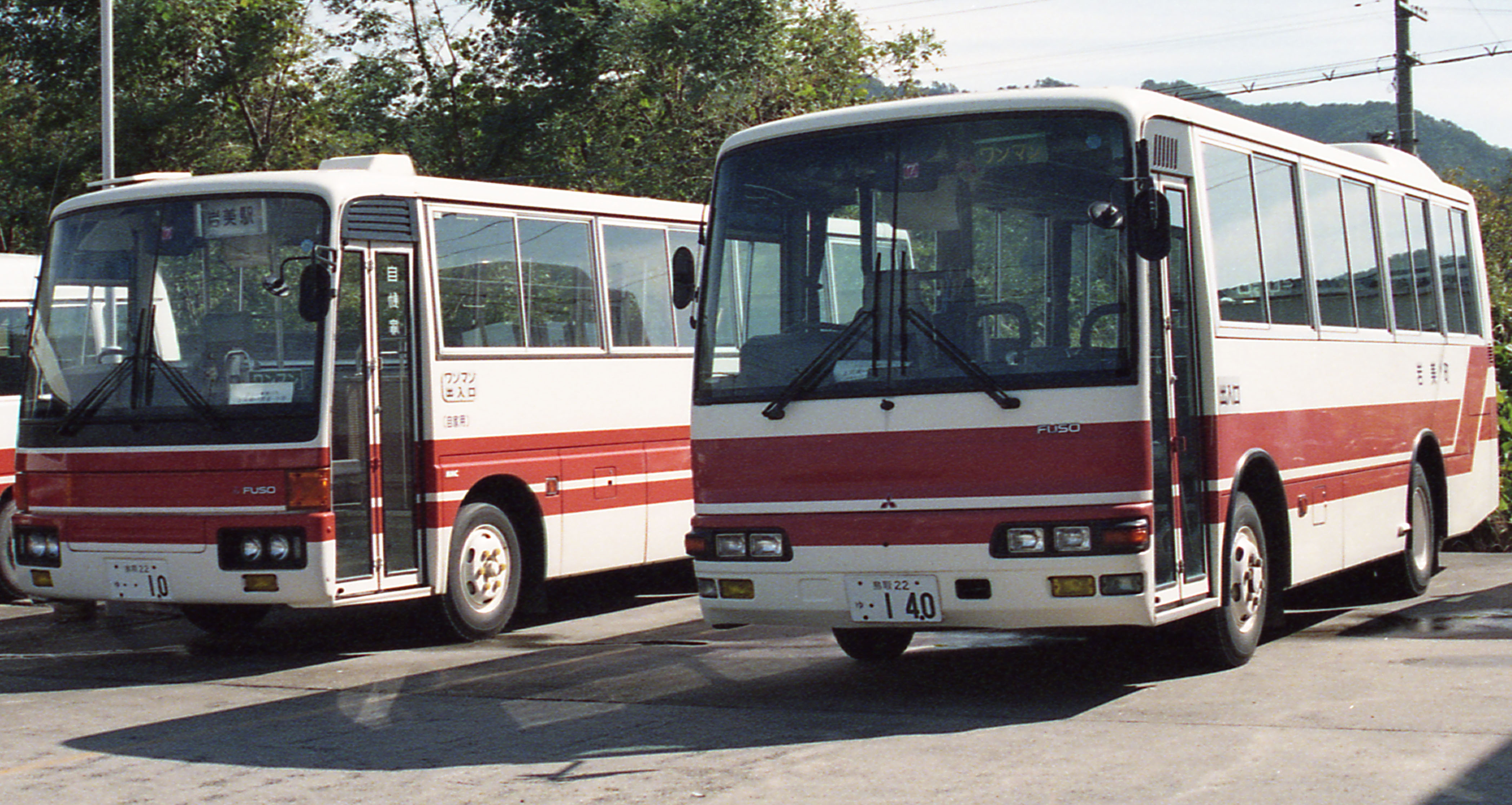
三菱車2台（1999年10月）
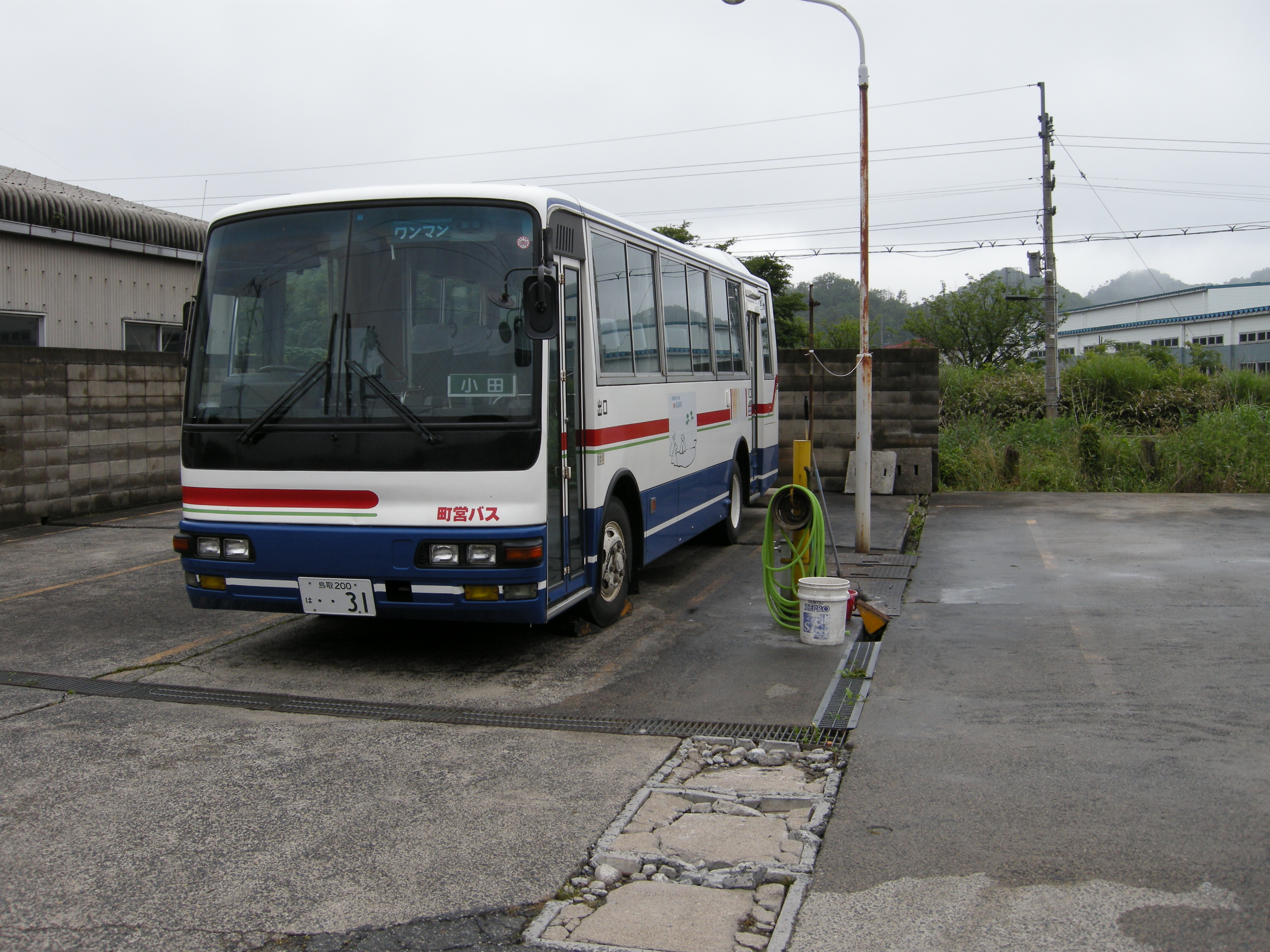
三菱車（2008年6月）
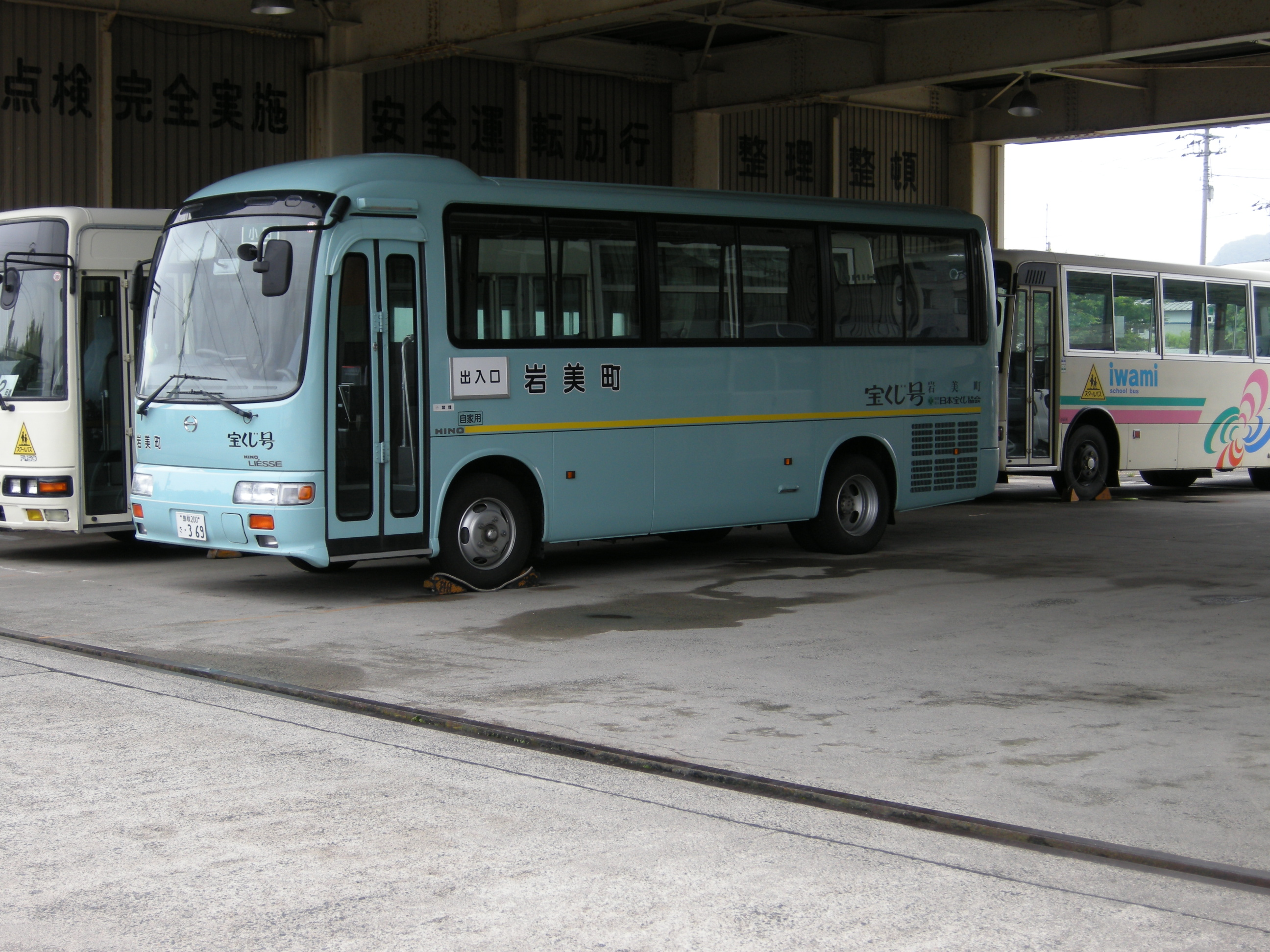
日野車 宝くじ号（2008年6月）